# قانون تعليم الدفاع الوطني
قانون تعليم الدفاع الوطني (بالإنجليزية: National Defense Education Act)‏ هو قانون في الولايات المتحدة وُقع في 2 سبتمبر 1958، يهدف لتقديم التمويل للمؤسسات التعليمية بمختلف مستوياتها.
كان قانون تعليم الدفاع الوطني واحدًا من بين عدة مبادرات علمية طُبقت في عهد الرئيس دوايت أيزنهاور لرفع القدرة التقنية للولايات المتحدة، وكالة مشاريع أبحاث الدفاع المتقدمة والإدارة الوطنية للملاحة الجوية والفضاء كانتا من أبرز هذه المبادرات. أتت هذه الخطوات بعد شعور متزايد في الولايات المتحدة بأن علماء البلد يتخلفون عن نظرائهم في الاتحاد السوفيتي. حيث سبق الاتحاد السوفيتي الولايات المتحدة بإطلاق أول قمر اصطناعي إلى الفضاء (انظر سبوتنك 1)، وأدى هذا الحدث إلى ما عرف بأزمة سبوتنك في الولايات المتحدة.

## استشهادات
1. ↑  Schwegler 1

- Schwegler، Stephan J. (1982). Academic Freedom and the Disclaimer Affidavit of the National Defense Education Act: The Response of Higher Education. Dissertation: Teacher's College, Columbia University.